# Nekrolog 4. Quartal 1954
Nekrolog
◄◄
| ◄
| 1950
| 1951
| 1952
| 1953
| 1954 | 1955 | 1956 | 1957 | 1958 | ► | ►►
1. Quartal |
2. Quartal |
3. Quartal |
4. Quartal 1954
Weitere Ereignisse | Allgemeiner Nekrolog 1954
Die Beschreibung der verstorbenen Person sollte so kurz wie möglich gehalten sein und nur deren signifikante Tätigkeit(en) enthalten.
Neue Namen ggf. auch unter dem Geburts- und Sterbedatum, also etwa unter 1. Januar und im Geburts- und Sterbejahr (2024) eintragen (nur bei entsprechender großer Wichtigkeit). Für Beispiele siehe die schon vorhandenen Artikel.
Außerdem über die fünf zuletzt Verstorbenen, zu denen es einen ausreichend guten Artikel für eine Präsentation auf der Hauptseite gibt, nach der todesbedingten Überarbeitung der Artikel ggf. auch unter Wikipedia Diskussion:Hauptseite informieren und sie am besten auch in den anderen Wikipedia-Sprachversionen eintragen. Tipp: Regelmäßig bei news.google.de nach „ist tot“, „gestorben“ oder „verstorben“ suchen.
Wenn eine Person gestorben ist, gibt es viele Seiten zu dieser Person in der Wikipedia, die davon auch betroffen sind und entsprechend aktualisiert werden müssen. Beispiele: Namenübersichtsseite, Geburtsjahr, Geburtsort-Seiten und viele mehr.
Wie finde ich die betroffenen Seiten?
Im Suchfeld auf der linken Seite gibt man den Suchbegriff so ein: „Vorname Nachname“. Dann klickt man auf Volltext und alle Seiten mit entsprechendem Suchtext werden aufgerufen. Hier sieht man dann schnell, wo auch das Todesjahr Sinn macht oder sogar ein Teil des Artikels angepasst werden muss. Auch hilft das „Werkzeug“ auf der linken Seite sehr gut, um solche Seiten aufzufinden: „Links auf diese Seite“. Somit ist die Wikipedia wieder aktuell in allen Bereichen! Hinweis: bei Eintragung der Kategorie „Gestorben JAHR“ wird der Missbrauchsfilter 49 ausgelöst, was jedoch nicht schlimm ist. Siehe: Spezial:Missbrauchsfilter/49
Dies ist eine Liste von im vierten Quartal 1954 verstorbenen bekannten Persönlichkeiten. Die Einträge erfolgen innerhalb der einzelnen Daten alphabetisch sortiert. Tiere sind im Nekrolog für Tiere zu finden.

## Oktober
| Tag         | Name                         | Beruf, bekannt als                                                                                              | Alter | Beleg |
| ----------- | ---------------------------- | --- | ----- | ----- |
| 1. Oktober  | Robert L. Doughton           | US-amerikanischer Politiker                                                                                     | 90    |       |
| 1. Oktober  | Conrado Welch                | chilenischer Fußballspieler                                                                                     | 46    |       |
| 1. Oktober  | Andreas Gayk                 | deutscher Politiker (SPD), MdL                                                                                  | 60    |       |
| 1. Oktober  | Alexander Wessel             | deutscher evangelischer Pfarrer, Mitglied der Bekennenden Kirche und politischer KZ-Häftling                    | 73    |       |
| 2. Oktober  | Hans Friedrich               | deutscher Politiker (NSDAP), MdR                                                                                | 67    |       |
| 2. Oktober  | John Hughes                  | US-amerikanischer Szenenbildner                                                                                 | 72    |       |
| 2. Oktober  | Franz Marmon                 | deutscher Jurist, Gestapo-Mitarbeiter und SS-Führer                                                             | 46    |       |
| 2. Oktober  | Jean-Martin Naef             | Schweizer Politiker und Unternehmer                                                                             | 84    |       |
| 2. Oktober  | Viking Ringheim              | dänischer Schauspieler                                                                                          | 74    |       |
| 3. Oktober  | Hans-Werner Gyßling          | deutscher Journalist                                                                                            | 50    |       |
| 3. Oktober  | Werner Heldt                 | deutscher Maler, Essayist und Lyriker                                                                           | 49    |       |
| 3. Oktober  | Wilhelm Hoch                 | deutscher Jurist und Politiker (BCSV, CDU)                                                                      | 60    |       |
| 3. Oktober  | Gustav Windel                | deutscher Unternehmer                                                                                           | 80    |       |
| 4. Oktober  | Francesco Borgongini Duca    | italienischer Geistlicher, Kardinal der römisch-katholischen Kirche                                             | 70    |       |
| 4. Oktober  | Georg Hamel                  | deutscher Mathematiker                                                                                          | 77    |       |
| 4. Oktober  | Friedrich Klaeber            | deutscher Anglist                                                                                               | 91    |       |
| 4. Oktober  | Hertha Pohl                  | deutsche Schriftstellerin                                                                                       | 65    |       |
| 04. Oktober | Georges Vallerey junior      | französischer Schwimmer                                                                                         | 26    |       |
| 4. Oktober  | William Linn Westermann      | US-amerikanischer Althistoriker und Papyrologe                                                                  | 81    |       |
| 5. Oktober  | Flor Alpaerts                | belgischer Dirigent und Komponist                                                                               | 78    |       |
| 5. Oktober  | Carl Schaefer                | deutscher Fagottist                                                                                             | 78    |       |
| 5. Oktober  | Franz Singer                 | österreichischer Architekt und Designer                                                                         | 58    |       |
| 6. Oktober  | Hakon Børresen               | dänischer Komponist                                                                                             | 78    |       |
| 6. Oktober  | Rose Frank                   | neuseeländische Fotografin und eine der ersten Berufsfotografinnen des Landes                                   | 89    |       |
| 6. Oktober  | Emily Patricia Gibson        | neuseeländische Suffragette, Feministin, Journalistin, Sozialistin und politische Aktivistin                    | 90    |       |
| 6. Oktober  | Fred Hall                    | US-amerikanischer Jazz-Dirigent und -Musiker                                                                    | 56    |       |
| 6. Oktober  | Émile Mâle                   | französischer Kunstkritiker                                                                                     | 92    |       |
| 6. Oktober  | Ozaki Yukio                  | japanischer Politiker und einer der Väter der japanischen parlamentarischen Demokratie                          | 95    |       |
| 7. Oktober  | Hans Brecka                  | österreichischer Journalist und Schriftsteller                                                                  | 69    |       |
| 7. Oktober  | Franz Breitwieser            | österreichischer Politiker (ÖVP), Landtagsabgeordneter                                                          | 62    |       |
| 7. Oktober  | Josef Hummer                 | österreichischer Politiker (ÖVP), Abgeordneter zum Nationalrat                                                  | 53    |       |
| 7. Oktober  | Willy Leonhardt              | deutscher Musikinstrumentenbauer                                                                                | 74    |       |
| 7. Oktober  | Joseph Opatoshu              | jiddischer Schriftsteller                                                                                       | 67    |       |
| 7. Oktober  | Karl von Scheven             | deutscher evangelischer Theologe und Bischof                                                                    | 72    |       |
| 8. Oktober  | Ernst Braune                 | deutscher Politiker (SPD), MdL                                                                                  | 75    |       |
| 8. Oktober  | William Dod                  | englischer Bogenschütze und Olympiasieger                                                                       | 87    |       |
| 8. Oktober  | Hugo Fuchs                   | deutscher Anatom                                                                                                | 78    |       |
| 8. Oktober  | Hans Luckhardt               | deutscher Architekt, Neues Bauen, Der Ring                                                                      | 64    |       |
| 8. Oktober  | Dimitrie Pompeiu             | rumänischer Mathematiker                                                                                        | 81    |       |
| 08. Oktober | Uno Wallentin                | schwedischer Segler                                                                                             | 39    |       |
| 9. Oktober  | Heinrich Brandt              | deutscher Mathematiker, der das Konzept des Gruppoid entwickelte (1926)                                         | 67    |       |
| 9. Oktober  | Heinrich Buscher             | deutscher SS-Führer                                                                                             | 43    |       |
| 9. Oktober  | Leonard Cuff                 | neuseeländischer Sportler und Sportfunktionär, Gründungsmitglied des Internationalen Olympischen Komitees (I... | 88    |       |
| 9. Oktober  | Olivier Guimond              | kanadischer Schauspieler                                                                                        | 61    |       |
| 9. Oktober  | Martin Heidenhain            | deutscher Reichsgerichtsrat und Richter am Bundesgerichtshof                                                    | 73    |       |
| 9. Oktober  | Robert H. Jackson            | US-amerikanischer Hauptanklagevertreter bei den Nürnberger Prozessen                                            | 62    |       |
| 9. Oktober  | George Walter Mason          | US-amerikanischer Industrieller                                                                                 | 63    |       |
| 9. Oktober  | Wilfried Seyferth            | deutscher Schauspieler                                                                                          | 46    |       |
| 10. Oktober | August de Bary               | deutscher Arzt und Kommunalpolitiker                                                                            | 80    |       |
| 10. Oktober | Theobald Graf Khuen          | deutscher Kommunalpolitiker                                                                                     | 75    |       |
| 10. Oktober | Josef Malzer                 | deutscher Politiker (NSDAP), MdR                                                                                | 52    |       |
| 10. Oktober | Friedrich Oelze              | deutscher Pädagoge und Politiker (DNVP), MdL                                                                    | 81    |       |
| 10. Oktober | August Schmauß               | deutscher Meteorologe, Klimatologe und Hochschullehrer                                                          | 76    |       |
| 10. Oktober | Karl Schweinle               | deutscher Polizist und SA-Führer                                                                                | 69    |       |
| 11. Oktober | Walter S. Jeffries           | US-amerikanischer Politiker                                                                                     | 60    |       |
| 11. Oktober | Theodore Lyman               | US-amerikanischer Physiker                                                                                      | 79    |       |
| 12. Oktober | Charles Albert Boynton       | US-amerikanischer Jurist                                                                                        | 86    |       |
| 12. Oktober | Karl Julius Fritzsche        | deutscher Filmproduzent                                                                                         | 71    |       |
| 12. Oktober | Pasquale Perris              | italienischer Kapellmeister, Dirigent und Filmkomponist                                                         | 61    |       |
| 12. Oktober | George Welch                 | US-amerikanischer Militär, Pilot der US Air Force                                                               | 36    |       |
| 13. Oktober | František Babušek            | slowakischer Komponist und Dirigent                                                                             | 48    |       |
| 13. Oktober | Josef Böhm                   | deutscher Politiker (SPD), MdBB                                                                                 | 67    |       |
| 13. Oktober | Emmy Heim                    | österreichische Sängerin (Sopran) und Musikpädagogin                                                            | 69    |       |
| 13. Oktober | Emma Schmuziger-Dietrich     | Schweizer Lehrerin, Sozialarbeiterin und Pfarrfrau                                                              | 88    |       |
| 13. Oktober | Anton Velim                  | österreichischer Maler                                                                                          | 62    |       |
| 14. Oktober | Anton Trieb                  | deutsch-schweizerischer Aquarellmaler, Zeichner, Illustrator und Grafiker                                       | 70    |       |
| 14. Oktober | Richard Wiesner              | österreichischer Pathologe und Bakteriologe                                                                     | 79    |       |
| 15. Oktober | Maurice Bedel                | französischer Schriftsteller und Romancier                                                                      | 70    |       |
| 16. Oktober | Akiba Takashi                | japanischer Religionssoziologe                                                                                  | 66    |       |
| 16. Oktober | Otto Becker                  | deutscher Musiker                                                                                               | 84    |       |
| 16. Oktober | Edward Crump                 | US-amerikanischer Unternehmer und Politiker                                                                     | 80    |       |
| 16. Oktober | Friedrich Graf               | deutscher Politiker (Zentrum, BCSV, CDU)                                                                        | 74    |       |
| 16. Oktober | Friedrich Wilhelm Lübke      | deutscher Politiker (CDU), MdL                                                                                  | 67    |       |
| 16. Oktober | Otto Werner                  | deutscher Architekt                                                                                             | 69    |       |
| 17. Oktober | Charles Macpherson Dobell    | kanadisch-britischer General                                                                                    | 85    |       |
| 17. Oktober | Miriam Moffitt               | US-amerikanische Jazzpianistin                                                                                  |       |       |
| 17. Oktober | Heikki Sammallahti           | finnischer Turner                                                                                               | 68    |       |
| 17. Oktober | Sarkis Torossian             | Kapitän der osmanischen Marine                                                                                  |       |       |
| 17. Oktober | Albert Anton Willi           | Schweizer Maskenschnitzer                                                                                       | 82    |       |
| 18. Oktober | Friedrich Eisenlohr          | deutscher Autor                                                                                                 | 65    |       |
| 18. Oktober | Friedrich Peter Hankowiak    | deutscher Dichter und Schriftsteller                                                                            | 64    |       |
| 18. Oktober | Benigno C. Hernández         | US-amerikanischer Politiker                                                                                     | 92    |       |
| 18. Oktober | Gilbert Norwood              | britisch-kanadischer Klassischer Philologe und Hochschullehrer                                                  | 73    |       |
| 18. Oktober | Hermann Rauch                | deutscher Schauspieler, Theaterleiter und Autor                                                                 | 85    |       |
| 18. Oktober | Edgar Roquette-Pinto         | brasilianischer Schriftsteller, Ethnologe, Anthropologe und Arzt                                                | 70    |       |
| 19. Oktober | Albrecht Bethe               | deutscher Physiologe                                                                                            | 82    |       |
| 19. Oktober | Hugh Duffy                   | US-amerikanischer Baseballspieler und -manager                                                                  | 87    |       |
| 19. Oktober | Julius Körner                | deutscher Ruderer sports-reference.com                                                                          | 83    |       |
| 20. Oktober | Friedrich Hartjenstein       | deutscher Lagerkommandant des KZ Auschwitz-Birkenau                                                             | 49    |       |
| 21. Oktober | William J. Fields            | US-amerikanischer Politiker                                                                                     | 79    |       |
| 21. Oktober | Domenico Jorio               | italienischer Kardinal der römisch-katholischen Kirche                                                          | 87    |       |
| 22. Oktober | Álvaro de Albornoz           | spanischer Rechtsanwalt, Autor und Politiker                                                                    | 75    |       |
| 22. Oktober | Oswald de Andrade            | brasilianischer Schriftsteller und Mitbegründer des brasilianischen Modernismus                                 | 64    |       |
| 22. Oktober | Harrison Henry Atwood        | US-amerikanischer Politiker                                                                                     | 91    |       |
| 22. Oktober | Herbert Heath                | britischer Marineoffizier (Admiral) und Diplomat (Marineattaché)                                                |       |       |
| 22. Oktober | Edward McKnight Kauffer      | US-amerikanischer Grafiker                                                                                      | 62    |       |
| 22. Oktober | George McManus               | US-amerikanischer Cartoonist und Comiczeichner                                                                  | 70    |       |
| 22. Oktober | Roscoe C. Patterson          | US-amerikanischer Politiker                                                                                     | 78    |       |
| 22. Oktober | Wilhelm Rehlein              | deutscher Politiker (NSDAP)                                                                                     | 68    |       |
| 23. Oktober | Herbert Häfner               | deutscher Maler                                                                                                 | 50    |       |
| 23. Oktober | Paul Koenig                  | deutscher Tabakforscher                                                                                         | 73    |       |
| 23. Oktober | Franz zur Nedden             | deutscher Ingenieur und Schriftleiter                                                                           | 73    |       |
| 23. Oktober | Gustav Wölkerling            | Spion | 72    |       |
| 24. Oktober | Pepito Arriola               | spanischer Pianist                                                                                              | 58    |       |
| 24. Oktober | Itō Chūta                    | japanischer Architekt                                                                                           | 87    |       |
| 24. Oktober | Erich Zechlin                | deutscher Diplomat und Archivar                                                                                 | 71    |       |
| 25. Oktober | Lajos Rapolthy               | ungarischer Bildhauer                                                                                           | 74    |       |
| 25. Oktober | Rudolf Schreiber             | deutscher Archivar und Historiker                                                                               | 47    |       |
| 25. Oktober | Martin F. Smith              | US-amerikanischer Politiker                                                                                     | 63    |       |
| 25. Oktober | Maud Hunt Squire             | US-amerikanische Malerin, Graphikerin und Buchillustratorin                                                     | 81    |       |
| 25. Oktober | Manuel Trucco                | chilenischer Politiker                                                                                          | 79    |       |
| 26. Oktober | Friedrich Bayer              | österreichischer Komponist, Musikkritiker und Musiktheoretiker                                                  | 52    |       |
| 26. Oktober | Heinrich Rüdt von Collenberg | deutscher Diplomat                                                                                              | 79    |       |
| 26. Oktober | Ernst Struck                 | deutscher Psychologe                                                                                            | 64    |       |
| 26. Oktober | Herbert Sultan               | deutscher Wirtschafts- und Sozialwissenschaftler                                                                | 60    |       |
| 27. Oktober | Franco Alfano                | italienischer Komponist des ausgehenden Verismo                                                                 | 78    |       |
| 27. Oktober | Auguste Broos                | belgischer Langstreckenläufer                                                                                   | 59    |       |
| 27. Oktober | Eugene Buechel               | deutscher Ordensgeistlicher, Missionar, Sprachforscher                                                          | 80    |       |
| 27. Oktober | Georg Hartmann               | deutscher Unternehmer und Ehrenbürger von Frankfurt am Main                                                     | 84    |       |
| 27. Oktober | Arnold Seematter             | Schweizer Politiker                                                                                             | 63    |       |
| 28. Oktober | Austin Hobart Clark          | US-amerikanischer Zoologe                                                                                       | 73    |       |
| 28. Oktober | Anton Scheuritzel            | deutscher Maler und Grafiker                                                                                    | 80    |       |
| 28. Oktober | Robert Vorhoelzer            | deutscher Architekt und Hochschullehrer                                                                         | 70    |       |
| 29. Oktober | Walter Asmis                 | deutscher Jurist und Agrarfunktionär                                                                            | 74    |       |
| 29. Oktober | Hermann Ehlers               | deutscher Politiker (CDU)                                                                                       | 50    |       |
| 29. Oktober | José Miguel Noguera          | argentinisch-mexikanischer Fußballspieler                                                                       | 41    |       |
| 29. Oktober | Heinrich Oster               | deutscher Chemiker und Angeklagter im IG-Farben-Prozess                                                         | 76    |       |
| 29. Oktober | Bede Smith                   | australischer Rugby-Union-Spieler                                                                               | 68    |       |
| 30. Oktober | Gustav Bach                  | deutscher Maler und Bildhauer                                                                                   | 83    |       |
| 30. Oktober | Gustav Dahrendorf            | deutscher Politiker (SPD), MdHB, MdR, Konsumgenossenschafter und Journalist                                     | 53    |       |
| 30. Oktober | Auguste Rollier              | Schweizer Arzt und Chirurg                                                                                      | 80    |       |
| 30. Oktober | Paul Schuelke                | deutscher Landrat                                                                                               | 80    |       |
| 30. Oktober | Viktor von Schwedler         | deutscher Offizier, zuletzt General der Infanterie im Zweiten Weltkrieg                                         | 69    |       |
| 31. Oktober | Pieter Boelmans ter Spill    | niederländischer Fußballspieler                                                                                 | 68    |       |
| 31. Oktober | Hermann Pinckernelle         | deutscher Rechtsanwalt und Synodaler in Hamburg, MdHB                                                           | 74    |       |
| 31. Oktober | Emmet Montgomery Reily       | US-amerikanischer Politiker                                                                                     | 88    |       |
| 31. Oktober | August Reuss                 | österreichischer Kinderfacharzt                                                                                 | 75    |       |
| 31. Oktober | Karl Schwarzkopf             | deutscher Jurist, Verwaltungsbeamter und Politiker                                                              | 70    |       |
| 31. Oktober | Hermann von Stengel          | deutscher Offizier, Konsularbeamter und Gesandter                                                               | 82    |       |

## November
| Tag          | Name                                       | Beruf, bekannt als                                                                                              | Alter | Beleg |
| ------------ | ------------------------------------------ | --- | ----- | ----- |
| 1. November  | Georg Estler                               | deutscher Landschaftsmaler und Zeichner                                                                         | 94    |       |
| 1. November  | John Lennard-Jones                         | britischer Mathematiker und Physiker                                                                            | 60    |       |
| 1. November  | Ferdinando Neri                            | italienischer Romanist, Italianist und Französist                                                               | 74    |       |
| 1. November  | Hans Wildermann                            | deutscher Bühnenbildner, Kunstmaler und Bildhauer                                                               | 70    |       |
| 2. November  | Henri Fehr                                 | Schweizer Mathematiker                                                                                          | 84    |       |
| 2. November  | Karl Wilkes                                | deutscher Archivar                                                                                              | 59    |       |
| 2. November  | John Travers Wood                          | US-amerikanischer Politiker                                                                                     | 75    |       |
| 3. November  | Henri Matisse                              | französischer Maler und Bildhauer                                                                               | 84    |       |
| 3. November  | Wilhelm Moschel                            | deutscher Chemiker                                                                                              | 58    |       |
| 3. November  | Ernst Neumann-Neander                      | deutscher Kunstmaler, Erfinder und Motorradbauer                                                                | 83    |       |
| 3. November  | Edward Felix Norton                        | britischer Armee-Offizier und Bergsteiger                                                                       | 70    |       |
| 3. November  | Joachim von Reichel                        | deutscher Schriftsteller                                                                                        | 62    |       |
| 3. November  | Rudolf Saliger                             | österreichischer Politiker (NSDAP), Landtagsabgeordneter                                                        | 72    |       |
| 4. November  | Bertha Czegka                              | österreichische Karikaturistin, Illustratorin und Malerin                                                       | 74    |       |
| 4. November  | Stig Dagerman                              | schwedischer Journalist und Schriftsteller                                                                      | 31    |       |
| 4. November  | Amédée Membrez                             | Schweizer Historiker und Archivar                                                                               | 80    |       |
| 4. November  | Augustin Pacha                             | banatschwäbischer römisch-katholischer Bischof und Kirchenpolitiker                                             | 83    |       |
| 4. November  | Agus Salim                                 | indonesischer Politiker                                                                                         | 70    |       |
| 4. November  | Ferdinand Josef Schneider                  | deutscher Literaturhistoriker und Hochschullehrer                                                               | 74    |       |
| 4. November  | Hanna Solf                                 | Angehörige des deutschen Widerstandes gegen den Nationalsozialismus                                             | 66    |       |
| 4. November  | Richard Uhlemeyer                          | deutscher Kunsthandwerker und Unternehmer                                                                       | 54    |       |
| 5. November  | Otto Ewel                                  | deutscher Maler                                                                                                 | 83    |       |
| 5. November  | José Fórmica                               | spanischer Ruderer                                                                                              | 73    |       |
| 5. November  | Giuseppe Oddo                              | italienischer Chemiker                                                                                          | 98    |       |
| 5. November  | Hot Lips Page                              | amerikanischer Jazzmusiker                                                                                      | 46    |       |
| 5. November  | Paul Rilla                                 | deutscher Journalist und Literaturwissenschaftler                                                               | 57    |       |
| 5. November  | Frieda Schwarz                             | deutsche Schauspielerin, Rechtsanwältin, Notarin                                                                | 66    |       |
| 5. November  | Ernst Stargardt                            | deutscher Jurist und Politiker (CDU), MdV                                                                       | 70    |       |
| 5. November  | Rose Lamartine Yates                       | britische Politikerin, Sozialaktivistin und Suffragette                                                         | 79    |       |
| 6. November  | Butler Ames                                | US-amerikanischer Politiker                                                                                     | 83    |       |
| 6. November  | Herbert Boehm                              | deutscher Architekt, Stadtplaner und Baubeamter                                                                 | 60    |       |
| 6. November  | Max Meyer                                  | deutscher HNO-Arzt und Hochschullehrer                                                                          | 64    |       |
| 7. November  | Willy Oskar Dressler                       | deutscher Maler, Innenarchitekt und Herausgeber eines Künstlerverzeichisses                                     | 78    |       |
| 7. November  | Hella Kürty                                | Schauspielerin und Operettensängerin                                                                            | 58    |       |
| 07. November | Charles Scott                              | britischer Lacrossespieler                                                                                      | 71    |       |
| 7. November  | William B. Umstead                         | US-amerikanischer Politiker                                                                                     | 59    |       |
| 8. November  | Charles B. Henderson                       | US-amerikanischer Politiker                                                                                     | 81    |       |
| 8. November  | Howard Washington Odum                     | US-amerikanischer Soziologe                                                                                     | 70    |       |
| 8. November  | Max Willenz                                | österreichischer Schauspieler                                                                                   | 66    |       |
| 9. November  | Federico Lunardi                           | italienischer Geistlicher, römisch-katholischer Erzbischof und vatikanischer Diplomat                           | 73    |       |
| 9. November  | Clifford Walker                            | US-amerikanischer Politiker                                                                                     | 77    |       |
| 10. November | Giuseppe Bruno                             | italienischer Geistlicher und Kurienkardinal                                                                    | 79    |       |
| 10. November | George Ashley Campbell                     | amerikanischer Physiker                                                                                         | 83    |       |
| 10. November | Max Förster                                | deutscher Anglist                                                                                               | 85    |       |
| 10. November | Ferdinand Hochstetter                      | österreichischer Mediziner                                                                                      | 93    |       |
| 10. November | Albert Lewkowitz                           | deutscher Rabbiner                                                                                              | 71    |       |
| 10. November | Édouard Le Roy                             | französischer Philosoph und Mathematiker                                                                        | 84    |       |
| 10. November | Alfred Weiner                              | ungarisch-US-amerikanischer Filmpublizist und Verleger                                                          | 77    |       |
| 11. November | Karli Bandelow                             | deutscher Bauingenieur                                                                                          | 49    |       |
| 11. November | Maurice Barraud                            | Schweizer Maler                                                                                                 | 65    |       |
| 11. November | Horatio Scott Carslaw                      | schottisch-australischer Mathematiker                                                                           | 84    |       |
| 11. November | Maurice C. Townsend                        | Gouverneur von Indiana                                                                                          | 70    |       |
| 11. November | Elizabeth Coleman White                    | Farmerin und Pflanzenzüchterin in New Jersey                                                                    | 83    |       |
| 12. November | Luis Agote                                 | argentinischer Internist und Hämatologe                                                                         | 86    |       |
| 12. November | Richard Ambronn                            | deutscher Geophysiker                                                                                           | 67    |       |
| 12. November | Carl Haeberlin                             | deutscher Arzt und Heimatforscher                                                                               | 83    |       |
| 12. November | John Meehan                                | US-amerikanischer Drehbuchautor                                                                                 | 64    |       |
| 12. November | Carl Heinrich Renken                       | deutscher Kaufmann und Kommunalpolitiker                                                                        | 61    |       |
| 12. November | Alec Smith                                 | schottischer Fußballspieler                                                                                     | 79    |       |
| 12. November | Clyde Williams                             | US-amerikanischer Politiker                                                                                     | 81    |       |
| 13. November | Jacques Fath                               | französischer Modeschöpfer                                                                                      | 42    |       |
| 13. November | Otto Scheel                                | deutscher Historiker und evangelischer Theologe                                                                 | 78    |       |
| 14. November | Ernst Sigismund Fischer                    | österreichischer Mathematiker                                                                                   | 79    |       |
| 14. November | Paul Korth-Cortini                         | deutscher Zauberkünstler und Illusionist                                                                        | 64    |       |
| 14. November | Georg Schenkel                             | deutscher Politiker der FDP                                                                                     | 68    |       |
| 15. November | Lionel Barrymore                           | US-amerikanischer Schauspieler und Regisseur                                                                    | 76    |       |
| 15. November | Charley Jordan                             | US-amerikanischer Blues-Gitarrist, Sänger und Komponist                                                         | 64    |       |
| 15. November | Hans Sattlegger                            | österreichischer Politiker (parteilos), Landtagsabgeordneter, Mitglied des Bundesrates                          | 81    |       |
| 16. November | Albert Francis Blakeslee                   | US-amerikanischer Botaniker und Phytogenetiker                                                                  | 80    |       |
| 16. November | Theodor Wilhelm Danzel                     | deutscher Ethnologe                                                                                             | 68    |       |
| 16. November | Jean Gaudin                                | französischer Glasmaler                                                                                         | 75    |       |
| 16. November | Ewald von Kleist                           | Generalfeldmarschall im Dritten Reich                                                                           | 73    |       |
| 16. November | Rudolf Lahs                                | deutscher Marineoffizier, zuletzt Konteradmiral                                                                 | 74    |       |
| 16. November | Wolfram Plotzke                            | deutscher Dominikaner und Kunstmaler                                                                            | 46    |       |
| 16. November | George Frederick Charles Searle            | englischer Physiker und Lehrer                                                                                  | 89    |       |
| 16. November | Walter Többens                             | deutscher Unternehmer im Warschauer Ghetto und dem Arbeitslager Poniatowa                                       | 45    |       |
| 17. November | Tadeusz Banachiewicz                       | polnischer Astronom, Mathematiker und Geodät                                                                    | 72    |       |
| 17. November | Chlodwig von Hessen-Philippsthal-Barchfeld | Landgraf von Hessen-Philippsthal-Barchfeld                                                                      | 78    |       |
| 17. November | Ragnar Sunnqvist                           | schwedischer Motorradrennfahrer                                                                                 | 46    |       |
| 18. November | Bruno Adler                                | deutscher evangelischer Bischof (der Deutschen Christen)                                                        | 58    |       |
| 18. November | Edward Clark                               | US-amerikanischer Schauspieler                                                                                  | 76    |       |
| 18. November | Eugen Rudolf Heger                         | österreichischer Architekt                                                                                      | 62    |       |
| 18. November | Edward L. Jackson                          | US-amerikanischer Politiker                                                                                     | 80    |       |
| 19. November | Otto Anthes                                | deutscher Pädagoge und Schriftsteller                                                                           | 87    |       |
| 19. November | Hermann Grevesmühl                         | deutscher Musiker                                                                                               | 76    |       |
| 19. November | Werner Krogmann                            | deutscher Segler und Olympiasieger                                                                              | 53    |       |
| 19. November | Erich Mallina                              | österreichischer Maler und Hochschullehrer                                                                      | 81    |       |
| 19. November | Margarete Rudolphi                         | deutsche Kunstmalerin                                                                                           | 75    |       |
| 20. November | Clyde Vernon Cessna                        | US-amerikanischer Flugzeugbauer                                                                                 | 74    |       |
| 20. November | Alexei Alexejewitsch Ignatjew              | russischer General und Diplomat                                                                                 | 77    |       |
| 20. November | Jozef Van Bever                            | belgischer Bahnradsportler                                                                                      | 65    |       |
| 20. November | Anna Wessels Williams                      | US-amerikanische Medizinerin und Hochschullehrerin                                                              | 91    |       |
| 21. November | William S. Beardsley                       | US-amerikanischer Politiker                                                                                     | 53    |       |
| 21. November | Werner Elert                               | deutscher evangelischer Theologe                                                                                | 69    |       |
| 21. November | Karol Rathaus                              | österreichisch-deutsch-amerikanischer Komponist                                                                 | 59    |       |
| 21. November | Hermann E. Sieger                          | deutscher Briefmarkenhändler                                                                                    | 52    |       |
| 22. November | Judah Bergmann                             | galizisch-deutsch-israelischer Rabbiner                                                                         | 80    |       |
| 22. November | Michael Brenčič                            | slowenischer Politiker, Mitglied des Abgeordnetenhauses                                                         | 75    |       |
| 22. November | Ludwig Homberger                           | deutscher Jurist                                                                                                | 72    |       |
| 22. November | Moroni Olsen                               | US-amerikanischer Schauspieler                                                                                  | 65    |       |
| 22. November | Roy Rene                                   | australischer Komiker und Schauspieler                                                                          | 63    |       |
| 22. November | Walter M. Robertson                        | US-amerikanischer Generalmajor                                                                                  | 66    |       |
| 22. November | Andrei Januarjewitsch Wyschinski           | sowjetischer Politiker und Außenminister                                                                        | 70    |       |
| 23. November | Pavel Dědeček                              | tschechoslowakischer Dirigent und Musikpädagoge                                                                 | 68    |       |
| 23. November | Len Dolding                                | englischer Fußball- und Cricketspieler                                                                          | 31    |       |
| 23. November | Ludwig Fischbeck                           | deutscher Hofkunsthändler, Maler und Radierer                                                                   | 88    |       |
| 23. November | Willi Hanke                                | deutscher Schauspieler, Regisseur und Theaterleiter                                                             | 52    |       |
| 23. November | Friedrich Herrmann                         | deutscher Politiker (FDP/DVP), MdL                                                                              | 61    |       |
| 23. November | Siegfried Michl                            | deutscher Gewerkschafter und Politiker (FDGB), MdV                                                              | 31    |       |
| 23. November | Nikolai Borissowitsch Obuchow              | russischer Komponist                                                                                            | 62    |       |
| 23. November | Wilhelm Ruthe                              | deutscher Weinhändler                                                                                           | 89    |       |
| 24. November | André Charlet                              | französischer Eishockeyspieler                                                                                  | 56    |       |
| 24. November | Boris Hambourg                             | russischer Cellist                                                                                              | 69    |       |
| 24. November | Otto Hultberg                              | schwedischer Sportschütze                                                                                       | 77    |       |
| 24. November | Johann Baptist Rusch                       | Schweizer Redaktor                                                                                              | 68    |       |
| 24. November | Georg Schöpflin                            | deutscher Politiker (SPD, SED), MdR, MdV                                                                        | 85    |       |
| 24. November | Hans Verbeek                               | deutscher Architekt, Stadtplaner, Denkmalpfleger und Baubeamter                                                 | 81    |       |
| 24. November | Johann Wesp                                | Landtagsabgeordneter Volksstaat Hessen                                                                          | 68    |       |
| 24. November | Gwen Foster                                | US-amerikanischer Old-Time-Musiker                                                                              | 50    |       |
| 25. November | Berthold König                             | österreichischer Politiker (SPÖ), Abgeordneter zum Nationalrat                                                  | 79    |       |
| 25. November | Felix von Dombrowski                       | österreichischer Sänger, Bühnen- und Filmschauspieler sowie Rundfunkmoderator                                   | 59    |       |
| 25. November | Art Lloyd                                  | US-amerikanischer Kameramann                                                                                    | 57    |       |
| 25. November | Max Pribilla                               | deutscher römisch-katholischer Theologe                                                                         | 80    |       |
| 25. November | Ernst Schilling                            | deutscher Parteifunktionär (KPD/SED)                                                                            | 53    |       |
| 26. November | Josef Büssemeier                           | deutscher Politiker der CDU                                                                                     | 77    |       |
| 26. November | Johann Fischer                             | österreichischer Politiker (CSP), Landtagsabgeordneter, Mitglied des Bundesrates                                | 78    |       |
| 26. November | Frank Gillespie                            | US-amerikanischer Politiker                                                                                     | 85    |       |
| 26. November | William Haynes                             | britischer Schwimmer und Wasserballspieler                                                                      |       |       |
| 26. November | Maria Kraichel                             | österreichische Politikerin (SDAP), Landtagsabgeordnete                                                         | 76    |       |
| 26. November | Peter Lang                                 | Landtagsabgeordneter Volksstaat Hessen                                                                          | 76    |       |
| 26. November | Jonas Žemaitis-Vytautas                    | litauischer Präsident, Brigadegeneral und Oberbefehlshaber der partisanischen Streitkräfte                      | 45    |       |
| 27. November | Juan Gualberto Guevara                     | peruanischer Geistlicher, Erzbischof von Lima und Kardinal der römisch-katholischen Kirche                      | 72    |       |
| 27. November | Jakob von der Lippe                        | norwegischer Schauspieler und Kostümbildner                                                                     | 84    |       |
| 27. November | Kurt Widmann                               | deutscher Jazzmusiker und Orchesterleiter                                                                       | 48    |       |
| 28. November | Enrico Fermi                               | italienisch-amerikanischer Kernphysiker                                                                         | 53    |       |
| 28. November | Telmo Manacorda                            | uruguayischer Politiker, Schriftsteller, Essayist, Kritiker und Historiker                                      | 61    |       |
| 29. November | Arthur Johnson                             | US-amerikanischer Zeichner, Karikaturist in Deutschland                                                         | 80    |       |
| 29. November | Dink Johnson                               | US-amerikanischer Jazzmusiker                                                                                   | 62    |       |
| 29. November | Alfred Lawson                              | amerikanischer Baseballspieler und -manager, Luftfahrtpionier, Autor, Erfinder der allumfassenden Wissenscha... | 85    |       |
| 29. November | Emilio Solari                              | italienischer Admiral und Senator                                                                               | 90    |       |
| 30. November | Friedrich Berkner                          | deutscher Pflanzenbauwissenschaftler und Pflanzenzüchter                                                        | 80    |       |
| 30. November | Charles R. Evans                           | US-amerikanischer Politiker                                                                                     | 88    |       |
| 30. November | Wilhelm Furtwängler                        | deutscher Dirigent und Komponist                                                                                | 68    |       |

## Dezember
| Tag          | Name                                     | Beruf, bekannt als                                                                                              | Alter | Beleg |
| ------------ | ---------------------------------------- | --- | ----- | ----- |
| 01. Dezember | Sol Butler                               | US-amerikanischer Leichtathlet                                                                                  | 59    |       |
| 1. Dezember  | Georges Fournier                         | französischer Astronom                                                                                          | 73    |       |
| 1. Dezember  | Carl Hofer                               | österreichischer Filmproduktionsleiter, Produzent und Herstellungsleiter                                        | 60    |       |
| 1. Dezember  | William Hoyt                             | US-amerikanischer Stabhochsprung und Olympiasieger                                                              | 79    |       |
| 1. Dezember  | Luise Mössinger-Schiffgens               | deutsche Politikerin (SPS, SPD), MdR, MdL                                                                       | 62    |       |
| 1. Dezember  | Dwight L. Rogers                         | US-amerikanischer Politiker                                                                                     | 68    |       |
| 1. Dezember  | Fred Rose                                | US-amerikanischer Country-Musiker, Komponist und Publizist                                                      | 56    |       |
| 1. Dezember  | Carl Wuppesahl                           | deutscher Kaufmann und Assekuranzmakler, Politiker, MdBB                                                        | 81    |       |
| 2. Dezember  | Theo Benesch                             | deutscher Politiker (NSDAP), MdR                                                                                | 55    |       |
| 2. Dezember  | James Fairman Fielder                    | US-amerikanischer Politiker                                                                                     | 87    |       |
| 2. Dezember  | William Wasbrough Foster                 | britisch-kanadischer Bergsteiger, Politiker, Militär und Polizist                                               | 79    |       |
| 2. Dezember  | Enrique Soro Barriga                     | chilenischer Komponist                                                                                          | 70    |       |
| 3. Dezember  | Sebastian Isepp                          | österreichischer Maler                                                                                          | 70    |       |
| 3. Dezember  | Henry Sarly                              | belgischer Komponist                                                                                            | 70    |       |
| 4. Dezember  | Hans H. Bockwitz                         | deutscher Papierhistoriker und Museumsleiter                                                                    | 70    |       |
| 4. Dezember  | Giovanni Calabria                        | italienischer Priester und Ordensgründer                                                                        | 81    |       |
| 4. Dezember  | Herman Ekern                             | US-amerikanischer Politiker                                                                                     | 81    |       |
| 4. Dezember  | Wladimir Wassiljewitsch Golubew          | russischer Mathematiker                                                                                         | 70    |       |
| 4. Dezember  | Hugo Günther                             | deutscher Parteifunktionär (SPD/KPD/KPO/SED)                                                                    | 63    |       |
| 4. Dezember  | Heinrich Huttenlocher                    | Schweizer Geologe                                                                                               | 64    |       |
| 5. Dezember  | William B. Francis                       | US-amerikanischer Politiker                                                                                     | 94    |       |
| 5. Dezember  | Solomon Borissowitsch Judowin            | jiddischer Illustrator und russischer Künstler                                                                  | 62    |       |
| 5. Dezember  | Kalki                                    | tamilischer indischer Schriftsteller, Journalist und Drehbuchautor                                              | 55    |       |
| 5. Dezember  | Siegfried Kötscher                       | deutscher Maler und Graphiker                                                                                   | 68    |       |
| 5. Dezember  | Charles Palache                          | US-amerikanischer Mineraloge                                                                                    | 85    |       |
| 5. Dezember  | Gustav Rau                               | deutscher Hippologe                                                                                             | 74    |       |
| 5. Dezember  | Franz Unterberger                        | österreichischer Politiker (CS), Abgeordneter zum Nationalrat, Landesrat und Landtagsabgeordneter von Vorarl... | 84    |       |
| 6. Dezember  | Ludwig Anschütz                          | deutscher Chemiker                                                                                              | 65    |       |
| 6. Dezember  | Josef Scharl                             | deutscher Maler und Graphiker des Expressionismus                                                               | 57    |       |
| 6. Dezember  | Lucien Tesnière                          | französischer Linguist; Begründer der Dependenzgrammatik                                                        | 61    |       |
| 6. Dezember  | Paul Thesing                             | deutscher Maler                                                                                                 | 72    |       |
| 7. Dezember  | Christian Frisch                         | dänischer Radrennfahrer                                                                                         | 63    |       |
| 7. Dezember  | Jiang Kanghu                             | chinesischer Politiker und Literaturwissenschaftler                                                             | 71    |       |
| 8. Dezember  | Fritz Blankenhorn                        | deutscher Operettensänger (Tenor) und Schauspieler in den 1930er Jahren                                         | 65    |       |
| 8. Dezember  | Claude Cahun                             | französische Künstlerin, Fotografin                                                                             | 60    |       |
| 8. Dezember  | Gladys George                            | US-amerikanische Schauspielerin                                                                                 | 50    |       |
| 8. Dezember  | Franz Luerßen                            | deutscher Sanitätsoffizier, zuletzt Generalstabsarzt                                                            | 72    |       |
| 8. Dezember  | Harold Rayner                            | US-amerikanischer Fechter und Pentathlet                                                                        | 66    |       |
| 8. Dezember  | Emil Rösler                              | deutscher Architekt                                                                                             | 79    |       |
| 8. Dezember  | Ernesto Vilches                          | spanischer Schauspieler und Regisseur                                                                           | 75    |       |
| 9. Dezember  | Josef Escher                             | Schweizer Politiker                                                                                             | 69    |       |
| 9. Dezember  | Walther Nibbe                            | deutscher NS-funktionär und SA-Gruppenführer                                                                    | 54    |       |
| 10. Dezember | Pia Bauer                                | deutsche Krankenschwester und Pionierin der onkologischen Pflege                                                | 83    |       |
| 10. Dezember | Richard Götz                             | deutscher Maler und Kunstsammler                                                                                | 80    |       |
| 10. Dezember | Frans Möller                             | schwedischer Tennisspieler                                                                                      | 68    |       |
| 10. Dezember | Wilhelm Wöller                           | deutscher expressionistischer Maler                                                                             | 47    |       |
| 11. Dezember | Leo Menardi                              | italienischer Filmregisseur und -produzent                                                                      | 51    |       |
| 13. Dezember | Ernst Otto Framhein                      | deutscher Rechtsanwalt                                                                                          | 50    |       |
| 13. Dezember | Václav Holek                             | tschechischer Waffenkonstrukteur                                                                                | 68    |       |
| 13. Dezember | Robert Holsten                           | deutscher Pädagoge und Volkskundler                                                                             | 92    |       |
| 14. Dezember | Mary Sargant Florence                    | britische Malerin, Autorin und Feministin                                                                       | 97    |       |
| 14. Dezember | Hugo Jacobi                              | deutscher Jurist und Dichter                                                                                    | 72    |       |
| 14. Dezember | Raymond S. McLain                        | US-amerikanischer Generalleutnant                                                                               | 64    |       |
| 14. Dezember | Erminia von Olfers-Batocki               | deutsche Schriftstellerin                                                                                       | 78    |       |
| 14. Dezember | Sergei Wladimirowitsch Protopopow        | russischer Komponist                                                                                            | 61    |       |
| 14. Dezember | Emil Rausch                              | deutscher Schwimmer                                                                                             | 72    |       |
| 14. Dezember | Ed Sanders                               | US-amerikanischer Boxer                                                                                         | 24    |       |
| 14. Dezember | Willem Vogelsang                         | niederländischer Kunsthistoriker                                                                                | 79    |       |
| 14. Dezember | Adolf Würth                              | deutscher Unternehmer                                                                                           | 45    |       |
| 14. Dezember | Fred R. Zimmerman                        | US-amerikanischer Politiker                                                                                     | 74    |       |
| 15. Dezember | Liberty Hyde Bailey                      | US-amerikanischer Botaniker und Mitbegründer der American Society for Horticultural Science                     | 96    |       |
| 15. Dezember | Papa Celestin                            | US-amerikanischer Jazz-Trompeter und Bandleader                                                                 | 70    |       |
| 15. Dezember | Berthold Hellingrath                     | deutscher Maler, Radierer und Hochschullehrer                                                                   | 77    |       |
| 16. Dezember | Anna Gasteiger                           | deutsche Malerin                                                                                                | 77    |       |
| 16. Dezember | Lee Morse                                | US-amerikanische Jazz- und Blues-Sängerin, Songwriterin, Gitarristin und Schauspielerin                         | 57    |       |
| 16. Dezember | Ignaz Tschurtschenthaler                 | österreichischer Politiker (ÖVP), Landtagsabgeordneter, Abgeordneter zum Nationalrat, Mitglied des Bundesrates  | 64    |       |
| 17. Dezember | Zofia Nałkowska                          | polnische Schriftstellerin                                                                                      | 69    |       |
| 17. Dezember | Georg Oeggl                              | österreichischer Opernsänger (Bariton)                                                                          | 54    |       |
| 18. Dezember | Vilhelm Buhl                             | dänischer Jurist und sozialdemokratischer Politiker, Mitglied des Folketing                                     | 73    |       |
| 18. Dezember | Maria Eis                                | österreichische Burgschauspielerin                                                                              | 58    |       |
| 18. Dezember | Alfred Holler                            | deutscher Maler                                                                                                 | 66    |       |
| 18. Dezember | Emil Hub                                 | deutscher Bildhauer                                                                                             | 78    |       |
| 18. Dezember | Ilmi Kolla                               | estnische Lyrikerin                                                                                             | 21    |       |
| 18. Dezember | Joseph Ranquet                           | französischer Politiker, Mitglied der Nationalversammlung                                                       | 86    |       |
| 19. Dezember | Wiktor Semjonowitsch Abakumow            | sowjetischer Funktionär der Staatssicherheit                                                                    | 46    |       |
| 19. Dezember | Adolf Aisch                              | deutscher evangelischer Pfarrer und heimatkundlicher Schriftsteller                                             | 87    |       |
| 19. Dezember | Frans G. Bengtsson                       | schwedischer Autor und Schachspieler                                                                            | 60    |       |
| 19. Dezember | Fritz Schloß                             | deutscher Politiker                                                                                             | 59    |       |
| 20. Dezember | James Hilton                             | englischer Schriftsteller                                                                                       | 54    |       |
| 20. Dezember | Emilis Melngailis                        | lettischer Komponist und Musikforscher                                                                          | 80    |       |
| 20. Dezember | Alfred Thielemann                        | norwegischer Sportschütze                                                                                       | 85    |       |
| 20. Dezember | Friedrich Traffelet                      | Schweizer Maler und Illustrator                                                                                 | 57    |       |
| 21. Dezember | Reinhold Burger                          | deutscher Glastechniker und Erfinder                                                                            | 88    |       |
| 21. Dezember | Mario Caracciolo di Feroleto             | italienischer General                                                                                           | 74    |       |
| 21. Dezember | Jules De Bisschop                        | belgischer Ruderer                                                                                              | 81    |       |
| 21. Dezember | Eduard Grunow                            | Präsident der Behörde für Verkehr in Bremen                                                                     | 85    |       |
| 21. Dezember | Iwan Alexandrowitsch Iljin               | russischer Philosoph, Schriftsteller und Publizist                                                              | 71    |       |
| 21. Dezember | Heinrich Kamps                           | deutscher Maler und Hochschullehrer                                                                             | 58    |       |
| 21. Dezember | Robert Peters                            | deutscher Bäckermeister und Politiker                                                                           | 71    |       |
| 21. Dezember | Hermann Wunsch                           | deutscher Komponist, Dirigent, Musiktheoretiker und Hochschullehrer                                             | 70    |       |
| 23. Dezember | Marianne Baecker                         | deutsche Widerstandskämpferin                                                                                   | 51    |       |
| 23. Dezember | Fritz Dahlgrün                           | deutscher Geologe                                                                                               | 60    |       |
| 23. Dezember | Erich Danehl                             | deutscher Jurist, Verwaltungsbeamter und Politiker (SPD)                                                        | 67    |       |
| 23. Dezember | Valér Ferenczy                           | ungarischer Maler und Radierer                                                                                  | 69    |       |
| 23. Dezember | René Iché                                | französischer Bildhauer und Grafiker                                                                            | 57    |       |
| 23. Dezember | Hanns Syz                                | Schweizer Tennisspieler                                                                                         | 63    |       |
| 24. Dezember | Ella Gmeiner                             | deutsche Mezzosopranistin                                                                                       | 80    |       |
| 24. Dezember | Johannes Mildbraed                       | deutscher Botaniker                                                                                             | 75    |       |
| 24. Dezember | Heinrich Sieben                          | deutscher Politiker der CDU                                                                                     | 60    |       |
| 25. Dezember | Johnny Ace                               | amerikanischer Musiker                                                                                          | 25    |       |
| 25. Dezember | Kenneth Davidson                         | US-amerikanischer Badmintonspieler schottischer Herkunft                                                        | 49    |       |
| 25. Dezember | Rosario Scalero                          | italienischer Violinist, Musikpädagoge und Komponist                                                            | 84    |       |
| 26. Dezember | Christian Frederik Beck                  | dänischer Maler                                                                                                 | 78    |       |
| 26. Dezember | Walter Rammner                           | deutscher Biologe, Fachredakteur und Autor                                                                      | 57    |       |
| 26. Dezember | Franz Sommer                             | deutscher katholischer Pfarrer                                                                                  | 79    |       |
| 26. Dezember | Reinhard P. W. Smidt                     | deutsch-ostfriesischer Theologe und Mitglied der Bekennenden Kirche                                             | 80    |       |
| 26. Dezember | Wilhelm Stoeltzner                       | deutscher Pädiater und Hochschullehrer                                                                          | 82    |       |
| 26. Dezember | Bodo Martin Vogel                        | deutscher Schriftsteller und Übersetzer                                                                         | 54    |       |
| 26. Dezember | Augustinus Winkelmann                    | deutscher katholischer Priester                                                                                 | 73    |       |
| 26. Dezember | Eberhard Graf Wolffskeel von Reichenberg | deutscher Artillerieoffizier im Ersten Weltkrieg, beteiligt am Völkermord an den Armeniern                      | 79    |       |
| 27. Dezember | Fritz Bremer                             | deutscher Politiker                                                                                             | 72    |       |
| 27. Dezember | Emil Högg                                | deutscher Architekt, Hochschullehrer und Abgeordneter                                                           | 87    |       |
| 27. Dezember | Eugène Martin                            | Schweizer Maler                                                                                                 | 74    |       |
| 27. Dezember | Alfred Schittenhelm                      | deutscher Internist und Hochschullehrer                                                                         | 80    |       |
| 28. Dezember | Walter Birk                              | deutscher Mediziner, Kinderarzt und Hochschullehrer                                                             | 74    |       |
| 28. Dezember | Josef Gerö                               | österreichischer Jurist und Politiker                                                                           | 58    |       |
| 28. Dezember | Hugo Grothe                              | deutscher Kulturpolitiker und -wissenschaftler, Geograph und Orientalist                                        | 85    |       |
| 28. Dezember | Wincenty Lutosławski                     | polnischer Philosoph                                                                                            | 91    |       |
| 28. Dezember | Berthold Rassow                          | deutscher Chemiker                                                                                              | 88    |       |
| 28. Dezember | Heinrich Uhlendahl                       | deutscher Bibliothekar                                                                                          | 68    |       |
| 29. Dezember | William Alexander                        | schottischer Politiker                                                                                          | 80    |       |
| 29. Dezember | William M. Burton                        | US-amerikanischer Chemiker                                                                                      | 89    |       |
| 29. Dezember | Alois Čenský                             | tschechischer Architekt und Fachschulprofessor für Bauwesen                                                     | 86    |       |
| 29. Dezember | Michel Chiha                             | libanesischer Politiker, Herausgeber und Bankier                                                                |       |       |
| 29. Dezember | Werner Cords                             | deutscher Architekt und Hochschullehrer                                                                         | 68    |       |
| 29. Dezember | Robert Helbling                          | schweizerischer Bergsteiger, Geologe, Bergbauingenieur, Geodät und Pionier der Photogrammetrie                  | 80    |       |
| 30. Dezember | Eugen von Österreich-Teschen             | österreichischer Feldmarschall im Ersten Weltkrieg, Hochmeister des Deutschen Ordens, Erzherzog von Österreich  | 91    |       |
| 30. Dezember | Walther Gothan                           | deutscher Geologe und Paläobotaniker                                                                            | 75    |       |
| 30. Dezember | Max Hilke                                | Abgeordneter des Oldenburger Landtags                                                                           | 75    |       |
| 30. Dezember | Günther Quandt                           | deutscher Industrieller                                                                                         | 73    |       |
| 30. Dezember | Tadeusz Trepkowski                       | polnischer Grafiker                                                                                             | 40    |       |
| 30. Dezember | Karl Troll                               | österreichischer Architekt                                                                                      | 89    |       |
| 31. Dezember | George Parker Bidder III                 | britischer Meeresbiologe                                                                                        | 91    |       |
| 31. Dezember | Annie Warburton Goodrich                 | US-amerikanische Krankenschwester                                                                               | 88    |       |
| 31. Dezember | Eugène Znosko-Borovsky                   | französischer Schachspieler russischer Herkunft                                                                 | 70    |       |
| Dezember     | Billy Pett                               | britischer Radrennfahrer                                                                                        | 80    |       |